# Giovanni Battista Ponchini

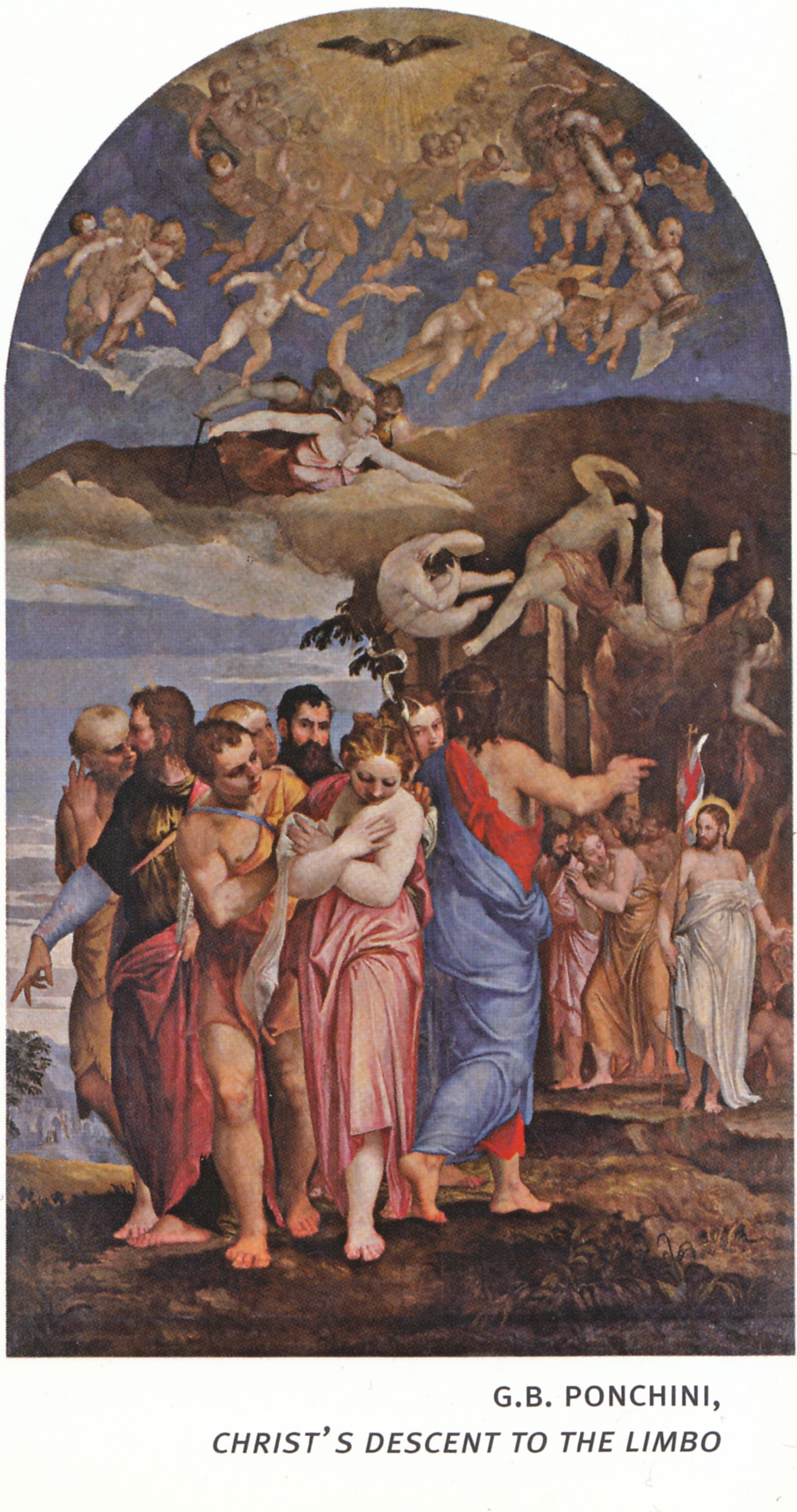
Descente du Christ aux enfers, cathédrale de Castelfranco Veneto.

Giovanni Battista Ponchini dit « Bazzacco » ou « Bozzato » (Castelfranco Veneto,1510 – début 1577) est un peintre italien de la Haute Renaissance.

## Biographie
Giovanni Battista Ponchini est le fils de Bernardino et Maddalena Piacentini. Son père est peut-être originaire de Vérone et est connu à Castelfranco comme avocat et homme politique. Sa mère vient d'une des familles les plus importantes de la noblesse locale.
La première information concernant Giovanni Battista date du 20 avril 1536, lorsqu'une note concernant le paiement de vingt écus au « maestro Battista da  Castelfranco pintore » est inscrite dans les registres du trésor papal. À partir de cette même année, il est inscrit à l'Accademia di San Luca sous le nom de Giovanni Battista Bazzacco, en tant que peintre au service du cardinal Francesco Corner. On sait peu de choses sur son activité romaine : seules ses interventions à la basilique Santa Maria in Aracoeli (1536-1546) et un important travail graphique représentant le Jugement dernier de Michel-Ange sont documentés dans une lettre datée de 1546 adressée par Pierre l'Arétin à Enea Vico, dans laquelle le premier exhorte le second à réaliser une gravure à partir des dessins de Ponchini, faisant référence à son activité de graphiste.
On peut supposer qu'au début des années 1540, Vico et Ponchini collaborent pour reproduire le travail de Michel-Ange sur cuivre. On peut supposer que Vico abandonne plus tard le projet, tandis que Ponchini tente de le réaliser, à tel point que le 12 juin 1569, il  accueille Cosimo Bartoli, Alessandro Vittoria et Giovanni Antonio Rusconi chez lui à proximité de Padoue pour leur montrer le « dessin au crayon noir » du Jugement qu'il a réalisé.
Probablement après la mort du cardinal Francesco Corner, il passe au service du cardinal Marino Grimani. Ce dernier étant également décédé, il retourne dans sa ville natale, comme il est attesté en octobre 1546. Le 16 mai 1548, il se trouve à la villa Barbaro à Maser, où il signe un acte notarié avec son collègue Girolamo Muziano. Peu de temps après (à une date non connue avec exactitude), il embrasse la vie consacrée. Le 14 juin 1550, il reçoit un canonicat à la collégiale Santa Maria de Bigollis à Orzinuovi ; les années suivantes, il réussit à obtenir neuf prestations de chanoine, dont la plus importante fut celle de San Pietro a Creola à Padoue où il réside, au moins formellement, jusqu'à la fin de sa vie.
Son activité picturale ne ralentit cependant pas. La Descente du Christ aux enfers pour la cathédrale de Castelfranco Veneto date de 1551, mais il est probable que, dans le même temps, il travaille également pour des particuliers en leur créant des fresques. Vers 1553, il reçoit une commande très prestigieuse, la décoration des plafonds du Conseil des Dix, de la salle du Palais des Doges. Giorgio Vasari raconte dans ses Vies que le choix s'est porté sur Ponchini par favoritisme pur (ses relations avec certaines familles puissantes de l'aristocratie vénitienne sont connues, comme les Corner, les Grimani, les Pisani et les Barbaro), à tel point que, se rendant compte qu'il n'est pas à la hauteur de la tâche, il est contraint de demander la collaboration de Paul Véronèse et de Giovanni Battista Zelotti. Cependant, il faut préciser que des artistes plus célèbres ne sont pas disponibles à cette époque (le Titien travaille à la cour des Habsbourg,  Le Tintoret n'est pas encore impliqué dans les intrigues de palais) et que Ponchini a un certain talent, capable de satisfaire les goûts des doges rénovateurs, tels que Daniel Barbaro et Vittore Grimani.
Vers 1553 il est accusé d'hérésie et de sodomie par le Saint-Office, mais est rapidement disculpé. L'année suivante, le retable de Castelfranco est censuré par l'évêque de Trévise, Giovan Francesco Verdura, pour les motifs génériques de « malhonnêteté » et de « turpitude » qui ont déjà frappé le Jugement de Michel-Ange qui l'a inspiré.
Dans les années suivantes, il intensifie ses relations avec la Curie romaine (un bref papal l'exempte de payer la dîme le 8 août 1556). Il est certainement à Rome entre le 4 juillet et le 8 septembre 1558, date à laquelle divers paiements sont enregistrés par le Trésor du Vatican pour un tableau que lui a commandé le pape Paul IV.
Mais dès le 11 novembre, il est de retour dans son pays natal. Sa présence est à nouveau attestée à Villa Barbaro à Maser pour assister à la rédaction d'un acte. À la fin des années 1560, il loue sa maison de Padoue au peintre Dario Varotari, dont il devint plus tard le beau-père après avoir épousé sa fille Samaritana. Cela suggère également qu'ils entretiennent une collaboration professionnelle.
La dernière attestation de son activité remonte au printemps 1572, lorsqu'il peint une Bataille navale à Venise pour le doge Alvise Ier Mocenigo.
La date de son décès est inconnue. Le 13 février 1577, le bénéfice de San Pietro di Creola est attribué à Don Nicolò Fausto, ce qui indique que Ponchini est déjà décédé.

## Source de traduction
- (it) Cet article est partiellement ou en totalité issu de l’article de Wikipédia en italien intitulé « Giovanni Battista Ponchini » (voir la liste des auteurs).